# Castañedo (Cudillero)
Castañedo (en asturiano: Castañéu) es un lugar español de la parroquia de San Martín de Luiña, perteneciente al municipio de Cudillero, en la comunidad autónoma de Asturias.

## Toponimia
El lugar puede encontrarse referido como Castañedo y Castañéu.

## Historia
Hacia mediados del siglo XIX, el lugar, ya por entonces perteneciente a la parroquia de San Martín de Luiña del municipio de Cudillero, tenía contabilizada una población de 184 habitantes. Aparece descrito en el sexto volumen del Diccionario geográfico-estadístico-histórico de España y sus posesiones de Ultramar de Pascual Madoz con las siguientes palabras:

CASTAÑEDO: l. en la prov. de Oviedo, ayunt. de Cudillero y felig. de San Martin de Luiña (V.). pobl.: 44 vec., 184 almas.
(Madoz, 1847, p. 82)

En 2023, la entidad singular de población de Castañedo tenía empadronados 118 habitantes, todos ellos en el núcleo de población de ese nombre.